# Tomanj
Tomanj (cyr. Томањ) – wieś w Serbii, w okręgu maczwańskim, w gminie Krupanj. W 2011 roku liczyła 357 mieszkańców.